# Премијер лига Гибралтара у фудбалу
Премијер лига Гибралтара је највише, аматерско фудбалско такмичење у Гибралтару. Лига је настала 1905. и њом управља Фудбалски савез Гибралтара.

## Учинак по сезонама
| - 1895/96: Гибралтар - 1896/97: Џубили - 1897/98: Џубили - 1898/99: Албион - 1899/00: Ексајлес - 1900/01: Принц оф Велс - 1901/02: Ексајлес - 1902/03: Принц оф Велс - 1903/04: Принц оф Велс - 1904/05: Атлетик - 1905/06: Принц оф Велс - 1906/07: Није играно - 1907/08: Британија - 1908/09: Принц оф Велс - 1909/10: Саут јунајтед - 1910/11: Саут јунајтед - 1911/12: Британија - 1912/13: Британија - 1913/14: Принц оф Велс - 1914/15: Ројал Соверин - 1915/16: Није играно - 1916/17: Принц оф Велс - 1917/18: Британија - 1918/19: Принц оф Велс - 1919/20: Британија - 1920/21: Принц оф Велс - 1921/22: Принц оф Велс - 1922/23: Принц оф Велс - 1923/24: Гибралтар - 1924/25: Принц оф Велс - 1925/26: Принц оф Велс | - 1926/27: Принц оф Велс - 1927/28: Принц оф Велс - 1928/29: Европа - 1929/30: Европа - 1930/31: Принц оф Велс - 1931/32: Европа - 1932/33: Европа - 1933/34: Командер оф јард - 1934/35: Чиф констракшн - 1935/36: Чиф конструктор - 1936/37: Британија - 1937/38: Европа - 1938/39: Принц оф Велс - 1939/40: Принц оф Велс - 1940/41: Британија - 1941-46: Није играно - 1946/47: Гибралтар јунајтед - 1947/48: Гибралтар јунајтед - 1948/49: Гибралтар јунајтед - 1949/50: Гибралтар јунајтед - 1950/51: Гибралтар јунајтед - 1951/52: Европа - 1952/53: Принц оф Велс - 1953/54: Гибралтар јунајтед - 1954/55: Британија - 1955/56: Британија - 1956/57: Британија - 1957/58: Британија - 1958/59: Британија - 1959/60: Гибралтар јунајтед - 1960/61: Британија | - 1961/62: Гибралтар јунајтед - 1962/63: Британија - 1963/64: Гибралтар јунајтед - 1964/65: Гибралтар јунајтед - 1965/66: Глесис јунајтед - 1966/67: Глесис јунајтед - 1967/68: Глесис јунајтед - 1968/69: Глесис јунајтед - 1969/70: Глесис јунајтед - 1970/71: Глесис јунајтед - 1971/72: Глесис јунајтед - 1972/73: Глесис јунајтед - 1973/74: Глесис јунајтед - 1974/75: Манчестер 62 - 1975/76: Глесис јунајтед - 1976/77: Манчестер 62 - 1977/78: Није играно - 1978/79: Манчестер 62 - 1979/80: Манчестер 62 - 1980/81: Глесис јунајтед - 1981/82: Глесис јунајтед - 1982/83: Глесис јунајтед - 1983/84: Манчестер 62 - 1984/85: Глесис јунајтед - Линколн Ред Импс - 1985/86: Линколн Ред Импс - 1986/87: Сент Тереза - 1987/88: Сент Тереза - 1988/89: Глесис јунајтед - 1989/90: Линколн Ред Импс - 1990/91: Линколн Ред Импс | - 1991/92: Линколн Ред Импс - 1992/93: Линколн Ред Импс - 1993/94: Линколн Ред Импс - 1994/95: Манчестер 62 - 1995/96: Сент Џозеф - 1996/97: Глесис јунајтед - 1997/98: Сент Тереза - 1998/99: Манчестер 62 - 1999/00: Глесис јунајтед - 2000/01: Линколн Ред Импс - 2001/02: Гибралтар јунајтед - 2002/03: Линколн Ред Импс - 2003/04: Линколн Ред Импс - 2004/05: Линколн Ред Импс - 2005/06: Линколн Ред Импс - 2006/07: Линколн Ред Импс - 2007/08: Линколн Ред Импс - 2008/09: Линколн Ред Импс - 2009/10: Линколн Ред Импс - 2010/11: Линколн Ред Импс - 2011/12: Линколн Ред Импс - 2012/13: Линколн Ред Импс - 2013/14: Линколн Ред Импс - 2014/15: Линколн Ред Импс - 2015/16: Линколн Ред Импс - 2016/17: Европа - 2017/18: Линколн Ред Импс - 2018/19: Линколн Ред Импс - 2019/20: Европа - 2020/21: Линколн Ред Импс - 2021/22: Линколн Ред Импс - 2022/22: Линколн Ред Импс |

## Успешност клубова
| Клуб               | Број титула |
| ------------------ | ----------- |
| Линклн Ред Импс    | 27          |
| Принц оф Велс      | 19          |
| Глесис јунајтед    | 17          |
| Британија          | 14          |
| Гибралтар јунајтед | 11          |
| Европа             | 9           |
| Манчестер 62       | 7           |
| Сент Тереза        | 3           |
| Саут јунајтед      | 2           |
| Ексилес            | 2           |
| Џубили             | 2           |
| Гибралтар          | 2           |
| Сент Џозеф         | 1           |
| Чиф конструктор    | 1           |
| Чиф констракшн     | 1           |
| Командер оф јард   | 1           |
| Ројал Соверин      | 1           |
| Атлетик            | 1           |
| Албион             | 1           |